# Siphonophora filiformis
Siphonophora filiformis är en mångfotingart som beskrevs av Jean-Paul Mauriès 1980. Siphonophora filiformis ingår i släktet Siphonophora och familjen Siphonophoridae. Inga underarter finns listade i Catalogue of Life.